# Julio Jiménez (Drehbuchautor)
 Julio Jiménez  ist ein kolumbianischer Drehbuchautor.
Jiménez schrieb Drehbücher für zahlreiche Fernsehserien des Senders RTI Colombia. Seine mysteriösen, teils schockierenden und von bösen oder rätselhaften Charakteren getragenen Geschichten trugen ihm den Titel El Maestro del Suspenso und Hitchcock colombiano ein.

## Filmographie
- La feria de las vanidades, 1975
- Recordarás mi nombre, 1976
- Un largo camino, 1977
- La marquesa de Yolombó, 1978
- La abuela, 1978–79
- El caballero de Rauzán, 1978–79
- El Virrey Solís, 1981
- El gallo de oro, 1981
- El hombre de negro, 1982
- El hijo de Ruth, 1982
- Los premios, 1983
- La pezuña del diablo, 1983
- Testigo ocular, 1984
- Federico Barba Azul, 1984
- Los Cuervos, 1984–85
- El ángel de piedra, 1986
- Lola Calamidades, 1987
- El segundo enemigo, 1988
- Zarabanda, 1988
- En cuerpo ajeno, 1992
- Dulce ave negra, 1993–94
- Las aguas mansas, 1994
- La viuda de Blanco, 1996
- Yo amo a Paquita Gallego, 1997
- La casa del naranjo, 1998
- Rauzán, 2000–01
- Luzbel esta de visita, 2001
- Pasión de Gavilanes, 2003
- El Cuerpo del Deseo, 2005
- Madre Luna, 2007
- Fuego en la sangre, 2008
- Gavilanes, 2010–11
- Mi adorable maldición, 2017